# Устиновское сельское поселение (Приморский край)
Устиновское се́льское поселе́ние — упразднённое сельское поселение в Кавалеровском районе Приморского края.
Административный центр — село Устиновка.
С 1 января 2022 года упразднено в связи с преобразованием муниципального района в муниципальный округ.

## История
Статус и границы сельского поселения установлены Законом Приморского края от 6 декабря 2004 года № 180-КЗ «О Кавалеровском муниципальном районе».
Законом Приморского края от 17 ноября 2011 года № 847-КЗ, Устиновское сельское поселение и Зеркальненское сельское поселение преобразованы, путём объединения, в Устиновское сельское поселение с административным центром в селе Устиновка.

## Население
| 2008  | 2010  | 2011  | 2012  | 2013  | 2014  | 2015  |
| ----- | ----- | ----- | ----- | ----- | ----- | ----- |
| 949   | ↘769  | ↘757  | ↗1410 | ↘1389 | ↘1378 | ↘1317 |
| 2016  | 2017  | 2018  | 2019  | 2020  | 2021  |       |
| ↘1288 | ↘1269 | ↘1247 | ↘1222 | ↘1164 | ↘984  |       |

## Состав сельского поселения
В состав сельского поселения входят 5 населённых пунктов:
| № | Населённый пункт | Тип населённого пункта       | Население |
| - | ---------------- | ---------------------------- | --------- |
| 1 | Богополь         | село                         | ↘227      |
| 2 | Зеркальное       | село                         | ↘487      |
| 3 | Синегорье        | село                         | ↘251      |
| 4 | Суворово         | село                         | ↘173      |
| 5 | Устиновка        | село, административный центр | ↘345      |

## Местное самоуправление
Администрация
Адрес: 692429, с. Устиновка, ул. Центральная, 10 — б. Телефон: 8 (42375) 9-55-19
Глава администрации
- Олар Георгий Ильич